# بيوت في مكة (مسلسل)
بيوت في مكة : مسلسل أردني تاريخي تم إنتاجه سنة 1983م من تمثيل أسعد فضة، خضر بيضون، بسام كوسا، رشيد عساف، رفيق السبيعي، إخراج علاء الدين كوكش تاريخ العرض 1983(سوريا) عدد الحلقات 13 .

## فريق العمل

### المؤلف
- وليد سيف

### المخرج
- علاء الدين كوكش
- مساعد المخرج : بسام الملا

### الممثلين
- أسعد فضة بدور (سهيل بن عمرو)
- خضر بيضون بدور (أبو جهل)
- بسام لطفي بدور (أبو جندل)
- حسن إبراهيم بدور (عمر بن العاص)
- هاني السعدي بدور (عكرمة)
- أسامة المشيني بدور (خالد بن الوليد)
- صباح السالم بدور (ريحانة)
- حسان يونس بدور (صفوان)
- عبد الله عباسي بدور (عمير)
- محمود مساعد بدور (وحشي)
- عبد الهادي الصباغ بدور (بلال)
- محمود أبو غريب بدور (أمية بن خلف)[2]